# モハメド・サリス
モハメド・サリス・アブドゥル・カリーム（Mohammed Salisu Abdul Karim, 1999年4月17日 - ）は、ガーナ・クマシ出身のプロサッカー選手。リーグ・アン・モナコ所属。ガーナ代表。ポジションはDF。

## クラブ経歴
2017年にスペインに渡り、レアル・バリャドリードのカンテラに入団。翌2018年にBチームに昇格し、1月28日のセグンダ・ディビシオンBのコルーショFC戦でプロデビュー。3月1日に2012年までの契約に合意。4月29日のラシン・フェロル戦で、プロ初ゴールを決めた。
2018時7月16日に、トップチームに昇格したことが発表。2019年1月14日のコパ・デル・レイのヘタフェCF戦で、トップチームデビュー。5月22日には、2022年までの1年間の延長契約を結んだ。
ラ・リーガ2019-20シーズン開幕戦となった、2019年8月19日のレアル・ベティス戦で、リーガ初出場。敵地エスタディオ・ベニート・ビジャマリンで2-1の勝利に貢献し、現地の有力紙MARCAのベストイレブンに選出された。
2020年8月12日、サウサンプトンFCと4年契約を結んだことが発表された。
2023年8月1日、ASモナコと5年契約を結んだことが発表された。

## 代表経歴
ガーナ代表に招集されてはいるものの、クラブでのプレーに集中したいとして代表チームへの合流を拒否していた。
2022年、ワールドカップカタール大会ではグループリーグ第2戦の韓国戦で1ゴールを挙げた。

## 代表歴

### 出場大会
- ガーナ代表
  - 2022 FIFAワールドカップ

### 試合数
- 国際Aマッチ 17試合 2得点（2022年-）[9]

| ガーナ代表 | 国際Aマッチ | 国際Aマッチ |
| 年         | 出場        | 得点        |
| ---------- | ----------- | ----------- |
| 2022       | 6           | 2           |
| 2023       | 0           | 0           |
| 2024       | 11          | 0           |
| 通算       | 17          | 2           |